# La Poterie-Cap-d'Antifer
La Poterie-Cap-d'Antifer est une commune française située dans le département de la Seine-Maritime en région Normandie.

## Géographie

### Description
La commune appartient au canton d'Octeville-sur-Mer et est située à 23 km du Havre, 20 km de Fécamp et seulement 5 km d'Etretat.
Avec Saint Jouin-Bruneval, Etretat, Fécamp et Dieppe, La Poterie-Cap-d'Antifer est une des nombreuses villes situées le long de la Côte d'Albâtre, célèbres pour leur paysage en falaises.
En direction du phare d'Antifer il est possible de rejoindre la mer, en rejoignant la valleuse du Fourquet. Cette dernière est accessible par chemin pédestre, d'une longueur d'un kilomètre. Plus étroite et moins étendue, cette valleuse est similaire à sa proche voisine, la valleuse d'Antifer.
Comme de nombreuses autres communes Normandes, La Poterie-Cap-d'Antifer possède un paysage agricole de type bocage.

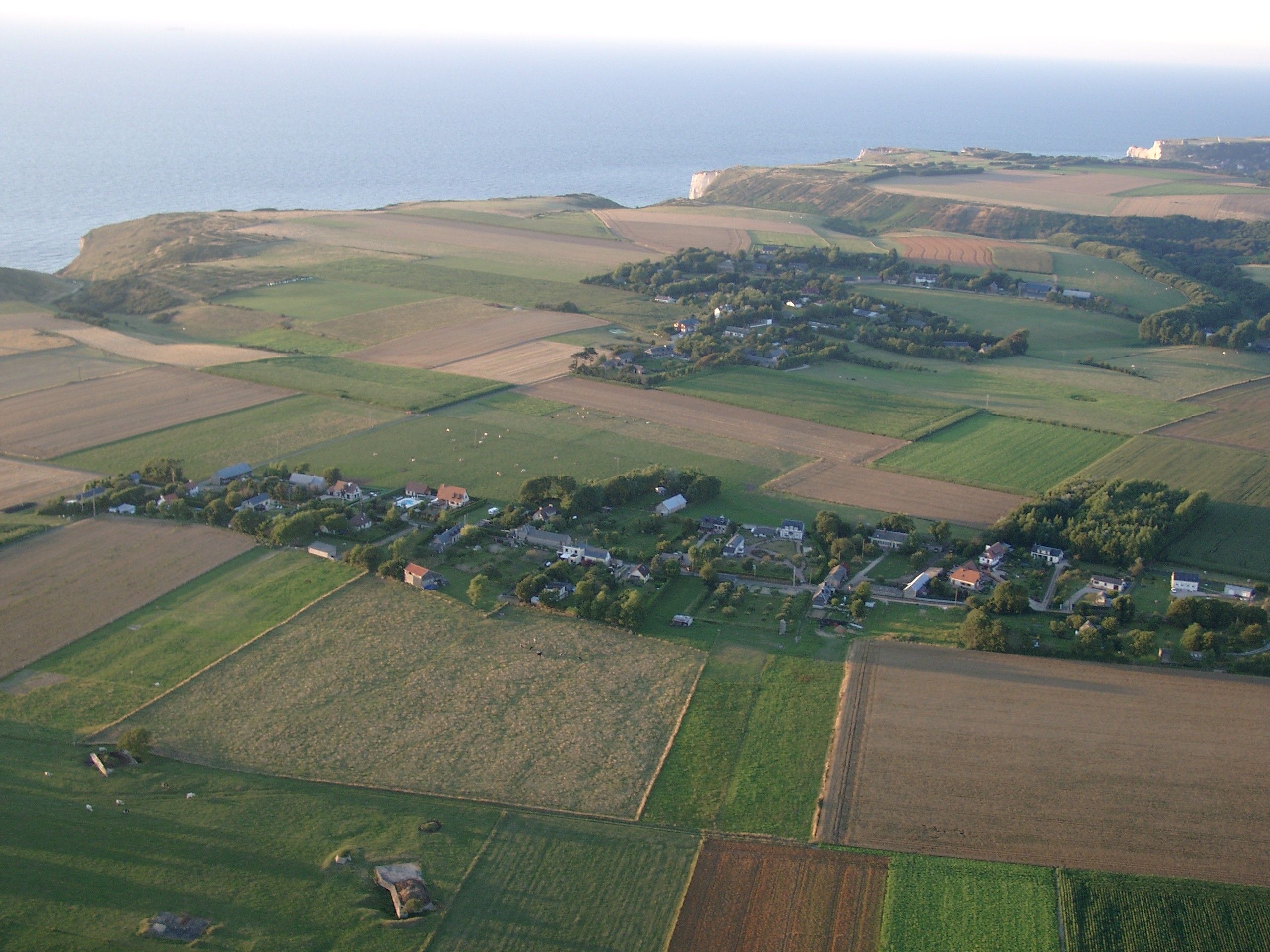
Vue d'ensemble du Hameau de La Poterie Cap-d'Antifer.

### Communes limitrophes
| Manche |                          | Le Tilleul           |
| Manche | La Poterie-Cap-d'Antifer | Sainte-Marie-au-Bosc |
| Manche | Saint-Jouin-Bruneval     |                      |

### Hydrographie
La commune est située dans le bassin Seine-Normandie. Elle n'est drainée par aucun cours d'eau,.

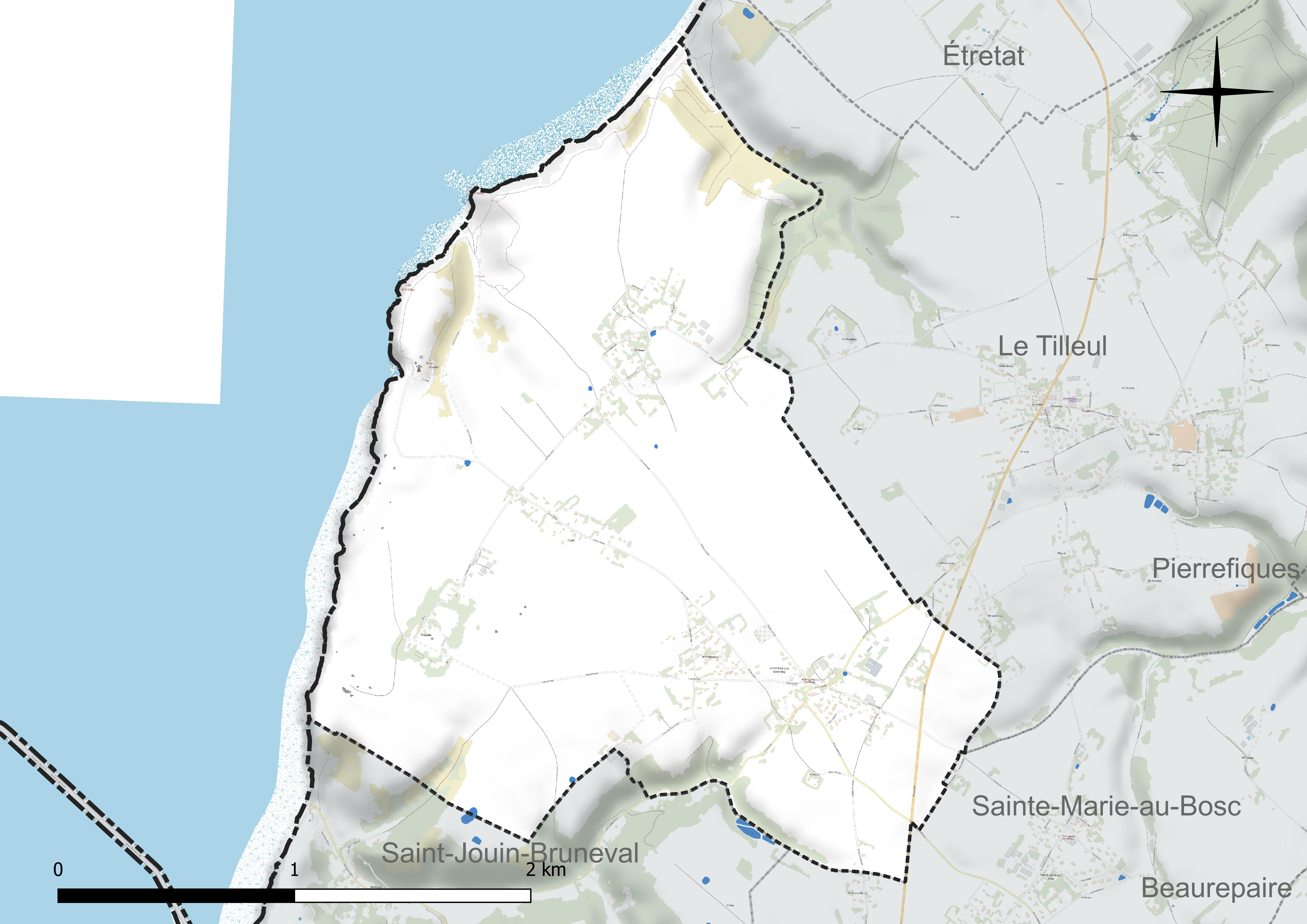
Réseau hydrographique de la Poterie-Cap-d'Antifer.

### Climat
Pour des articles plus généraux, voir Climat de la Normandie et Climat de la Seine-Maritime.
En 2010, le climat de la commune est de type climat océanique franc, selon une étude du CNRS s'appuyant sur une série de données couvrant la période 1971-2000. En 2020, Météo-France publie une typologie des climats de la France métropolitaine dans laquelle la commune est exposée à un climat océanique et est dans la région climatique Côtes de la Manche orientale, caractérisée par un faible ensoleillement (1 550 h/an) ; forte humidité de l’air (plus de 20 h/jour avec humidité relative > 80 % en hiver), vents forts fréquents. Parallèlement le GIEC normand, un groupe régional d’experts sur le climat, différencie quant à lui, dans une étude de 2020, trois grands types de climats pour la région Normandie, nuancés à une échelle plus fine par les facteurs géographiques locaux. La commune est, selon ce zonage, exposée à un « climat maritime », correspondant au Pays de Caux, frais, humide et pluvieux, légèrement plus frais que dans le Cotentin.
Pour la période 1971-2000, la température annuelle moyenne est de 10,3 °C, avec une amplitude thermique annuelle de 12,9 °C. Le cumul annuel moyen de précipitations est de 930 mm, avec 12,8 jours de précipitations en janvier et 8,9 jours en juillet. Pour la période 1991-2020, la température moyenne annuelle observée sur la station météorologique la plus proche, située sur la commune de Octeville-sur-Mer à 14 km à vol d'oiseau, est de 11,5 °C et le cumul annuel moyen de précipitations est de 790,7 mm,. Pour l'avenir, les paramètres climatiques de la commune estimés pour 2050 selon différents scénarios d’émission de gaz à effet de serre sont consultables sur un site dédié publié par Météo-France en novembre 2022.

## Urbanisme

### Typologie
Au 1er janvier 2024, La Poterie-Cap-d'Antifer est catégorisée commune rurale à habitat dispersé, selon la nouvelle grille communale de densité à sept niveaux définie par l'Insee en 2022.
Elle est située hors unité urbaine. Par ailleurs la commune fait partie de l'aire d'attraction du Havre, dont elle est une commune de la couronne,. Cette aire, qui regroupe 116 communes, est catégorisée dans les aires de 200 000 à moins de 700 000 habitants,.
La commune, bordée par la Manche, est également une commune littorale au sens de la loi du 3 janvier 1986, dite loi littoral. Des dispositions spécifiques d’urbanisme s’y appliquent dès lors afin de préserver les espaces naturels, les sites, les paysages et l’équilibre écologique du littoral, tel le principe d'inconstructibilité, en dehors des espaces urbanisés, sur la bande littorale des 100 mètres, ou plus si le plan local d’urbanisme le prévoit.

### Occupation des sols
L'occupation des sols de la commune, telle qu'elle ressort de la base de données européenne d’occupation biophysique des sols Corine Land Cover (CLC), est marquée par l'importance des territoires agricoles (94,2 % en 2018), une proportion sensiblement équivalente à celle de 1990 (93,4 %). La répartition détaillée en 2018 est la suivante : 
terres arables (53,6 %), prairies (35,6 %), zones agricoles hétérogènes (5,1 %), zones humides côtières (3,2 %), forêts (2,6 %). L'évolution de l’occupation des sols de la commune et de ses infrastructures peut être observée sur les différentes représentations cartographiques du territoire : la carte de Cassini (XVIIIe siècle), la carte d'état-major (1820-1866) et les cartes ou photos aériennes de l'IGN pour la période actuelle (1950 à aujourd'hui).

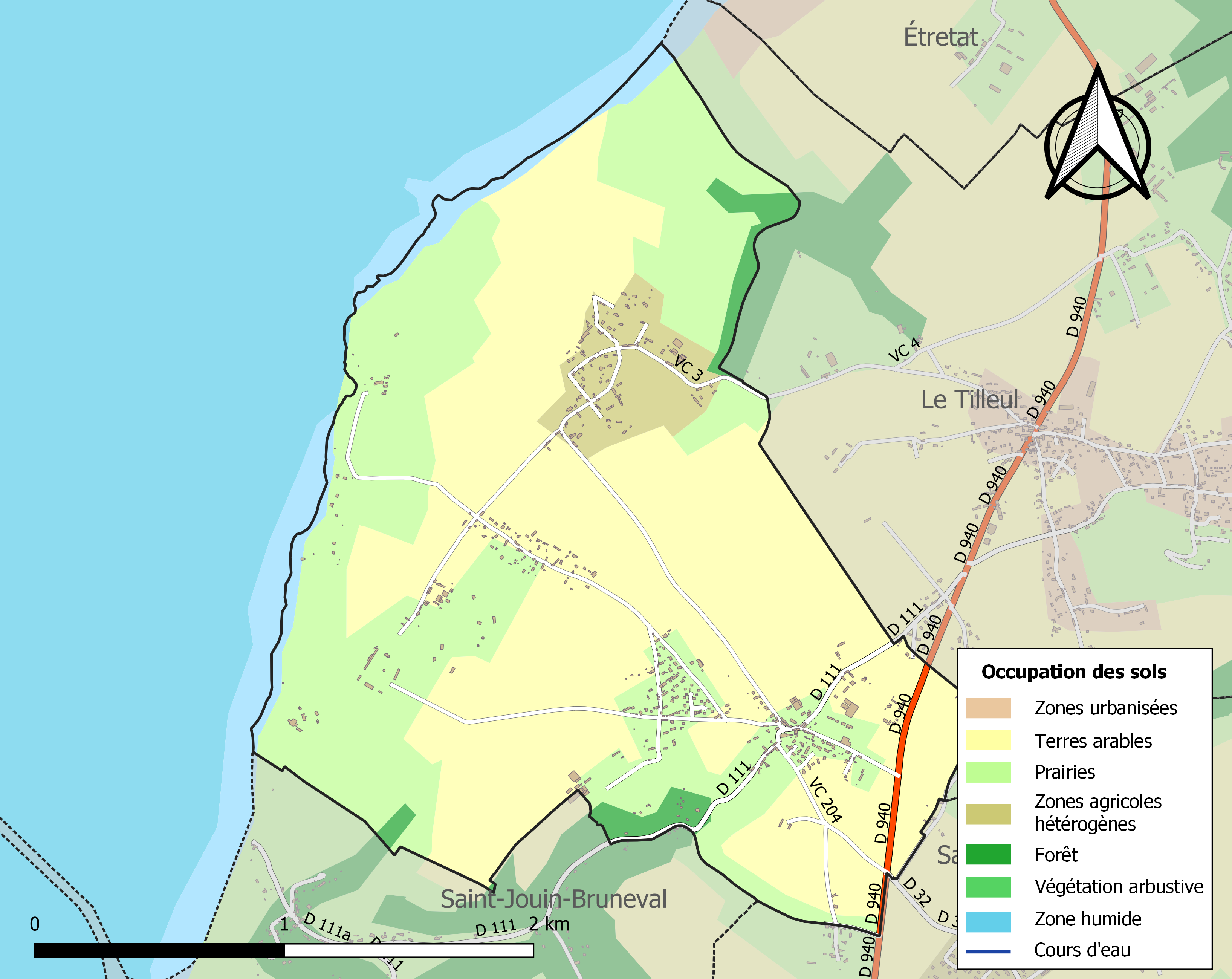
Carte des infrastructures et de l'occupation des sols de la commune en 2018 (CLC).

## Toponymie
- Le nom de la localité est attesté sous les formes Ecclesie Besti Martini de Poteria avant 1189[16],[17]; Ecclesiam Sancti Martini de Poteria entre 1177 et 1189; Juxta ecclesiam que appellatur Poheria entre 1185 et 1207[18]; Poteria vers 1240 et 1337; Saint Martin de Poteria en 1319; Saint Martin de la Poteria en 1431 (Longnon); Parrochia ecclesiam de Sancto Martino de Poteria en 1387[19]; de la Poterie en 1398, 1403, 1422, 1433, 1459 et en 1471[20]; Poteria au XVIe siècle; Fief de La Poterie entre 1464 et 1487[21]; Saint Martin de la Poterie en 1713[22]; La Potterie en 1715 (Frémont); La Poterie en 1757 (Cassini)[23].
- la-Poterie évoque une ancienne activité artisanale, millénaire, de la poterie usuelle.
- La commune de La Poterie a reçu le nom de La Poterie-Cap-d’Antifer par décret ministériel du 1er août 1913[24].
- Le nom de Cap-d’Antifer est attesté sous les formes « De tota Haia de Andifer » fin XIIe siècle[25]; Port d'Andifer, paroisse du Tilleul et Territoire d'Antifer (paroisse de Berneval) en 1691; Côtes d'Antiffer au Tilleul XVIe siècle[26]; Cap d'Antifer en 1715 (Frémont) et en 1757 (Cassini)[27].
- Antifer se référait autrefois à une vaste forêt et à un assez vaste territoire qui s'étendait jusqu'à Bruneval, comme l'atteste à la fin du XIIe siècle, le syntagme de tota Haia de Andifer[28],[25].
- Son complément Cap d'Antifer paraît être un oronyme, malgré sa faible altitude atteignant la centaine de mètres[28].

## Histoire
Pendant la Seconde guerre mondiale, dans la nuit du 27 au 28 février 1942 (dans le cadre de l'opération Biting, dirigée par le Major Frost) des parachutistes britanniques détruisent un important radar allemand, avec l'aide de membres normands de la Résistance, et rembarquent de la plage de Bruneval.
En septembre 1944, le Phare d'Antifer est détruit par l'armée Allemande, il sera reconstruit en 1949 (édifice actuel).
En 2011, le clocher de l'église Saint-Martin est frappé par la foudre, abîmant ainsi la toiture de cet édifice datant du XIIe siècle. Une intervention fut établie pour préserver l'intégralité de l'église, véritable pièce maîtresse du patrimoine architectural communal.

## Politique et administration
| Période                                  | Période                    | Identité             | Étiquette | Qualité |
| ---------------------------------------- | -------------------------- | -------------------- | --------- | --- |
| Les données manquantes sont à compléter. |                            |                      |           | |
| mars 2001                                | 2014                       | Gérard Paillette     |           | |
| 2014                                     | En cours (au 10 août 2020) | Cyriaque Lethuillier |           | Expert naturaliste Vice-président de la CU Le Havre Seine Métropole (2020 → ) Réélu pour le mandat 2020-2026 |

## Démographie
L'évolution du nombre d'habitants est connue à travers les recensements de la population effectués dans la commune depuis 1793. Pour les communes de moins de 10 000 habitants, une enquête de recensement portant sur toute la population est réalisée tous les cinq ans, les populations de référence des années intermédiaires étant quant à elles estimées par interpolation ou extrapolation. Pour la commune, le premier recensement exhaustif entrant dans le cadre du nouveau dispositif a été réalisé en 2005.

En 2022, la commune comptait 456 habitants, en évolution de +1,33 % par rapport à 2016 (Seine-Maritime : +0,35 %, France hors Mayotte : +2,11 %).
| 1793 | 1800 | 1806 | 1821 | 1831 | 1836 | 1841 | 1846 | 1851 |
| ---- | ---- | ---- | ---- | ---- | ---- | ---- | ---- | ---- |
| 448  | 760  | 741  | 601  | 673  | 682  | 610  | 595  | 546  |

| 1856 | 1861 | 1866 | 1872 | 1876 | 1881 | 1886 | 1891 | 1896 |
| ---- | ---- | ---- | ---- | ---- | ---- | ---- | ---- | ---- |
| 554  | 574  | 605  | 547  | 556  | 508  | 520  | 514  | 445  |

| 1901 | 1906 | 1911 | 1921 | 1926 | 1931 | 1936 | 1946 | 1954 |
| ---- | ---- | ---- | ---- | ---- | ---- | ---- | ---- | ---- |
| 418  | 404  | 447  | 389  | 374  | 330  | 299  | 285  | 323  |

| 1962 | 1968 | 1975 | 1982 | 1990 | 1999 | 2005 | 2006 | 2010 |
| ---- | ---- | ---- | ---- | ---- | ---- | ---- | ---- | ---- |
| 297  | 269  | 273  | 314  | 304  | 316  | 364  | 361  | 422  |

| 2015 | 2020 | 2022 | - | - | - | - | - | - |
| ---- | ---- | ---- | - | - | - | - | - | - |
| 447  | 453  | 456  | - | - | - | - | - | - |

## Culture locale et patrimoine

### Lieux et monuments
- Le Phare d'Antifer.
- Falaises d'Antifer (Côte d'Albâtre).Église catholique de La Poterie-Cap-d'Antifer. Elle fut édifiée au XIIe siècle et reconstruite au XVIIe siècle.
- Église Saint-Martin.

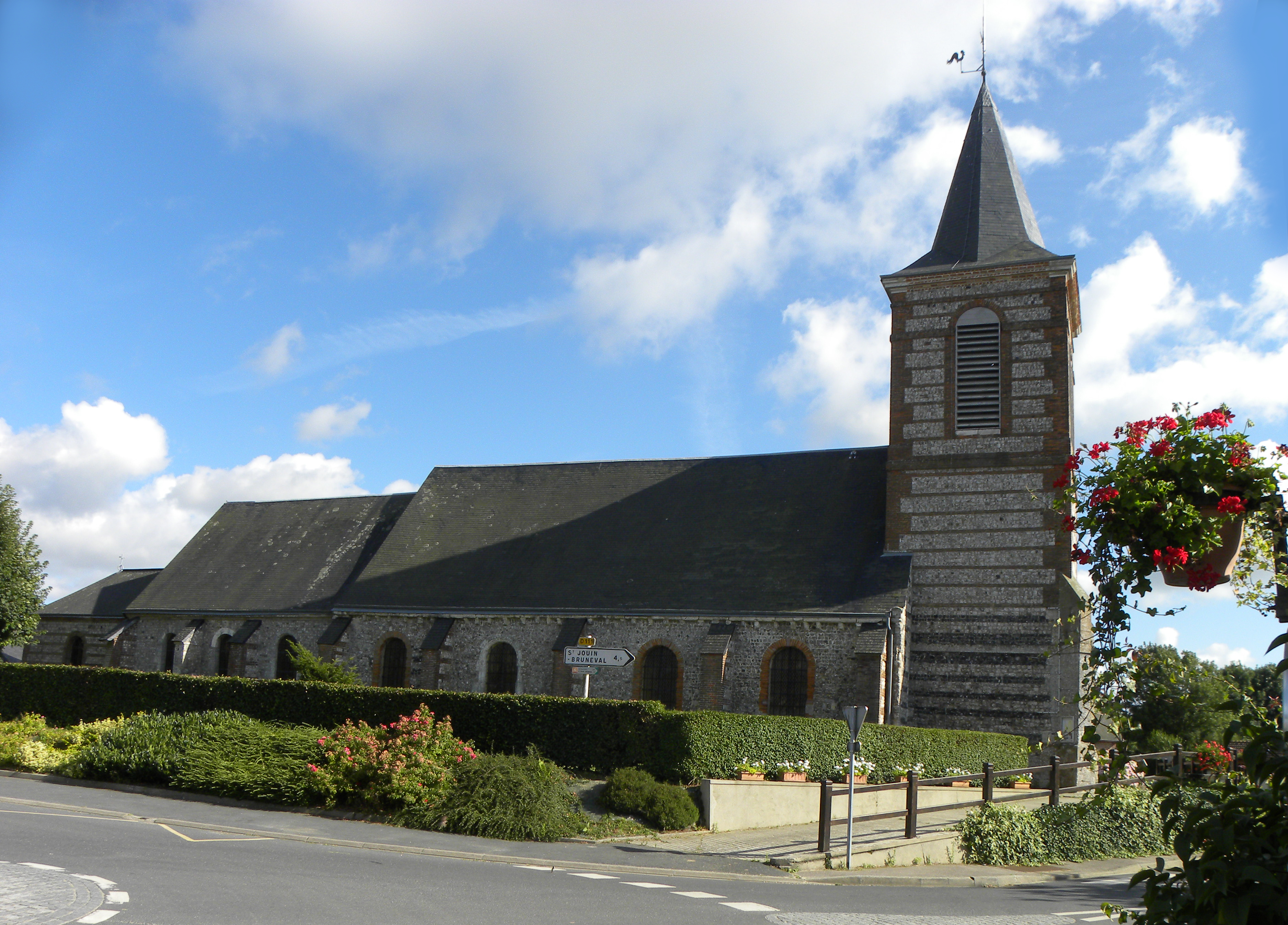
Église catholique de La Poterie-Cap-d'Antifer. Elle fut édifiée au XIIe siècle et reconstruite au XVIIe siècle.

- Monument au morts de la Première guerre mondiale.